# Бегонія
Бего́нія (Begonia) — рід тропічних рослин родини бегонієвих. Рід нараховує приблизно 2100 видів. Це трави чи, рідко, напівкущі, які ростуть у тропічних і субтропічних зонах світу.

## Ботанічний опис
Багато- і однорічні трав'янисті рослини, півкущі і кущі з кососерцеподібним, часто красиво забарвленим, часто асиметричним листям і одностатевими квітками. Квітки різноманітної форми, кольору й розміру. Понад 120 видів використовуються в декоративному садівництві, більше десятка дуже популярні в кімнатному квітництві. Кількість гібридів і сортів налічує понад тисячу.

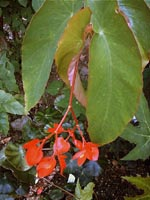

Плід — коробочка, насіння дуже дрібне.
Розмноження. Види бегоній добре пристосовані до вегетативного розмноження:
- насінням
- живцем
- листом з брунькою
- нова рослина може розвинутися навіть з частини листка.

### Географічне розташування

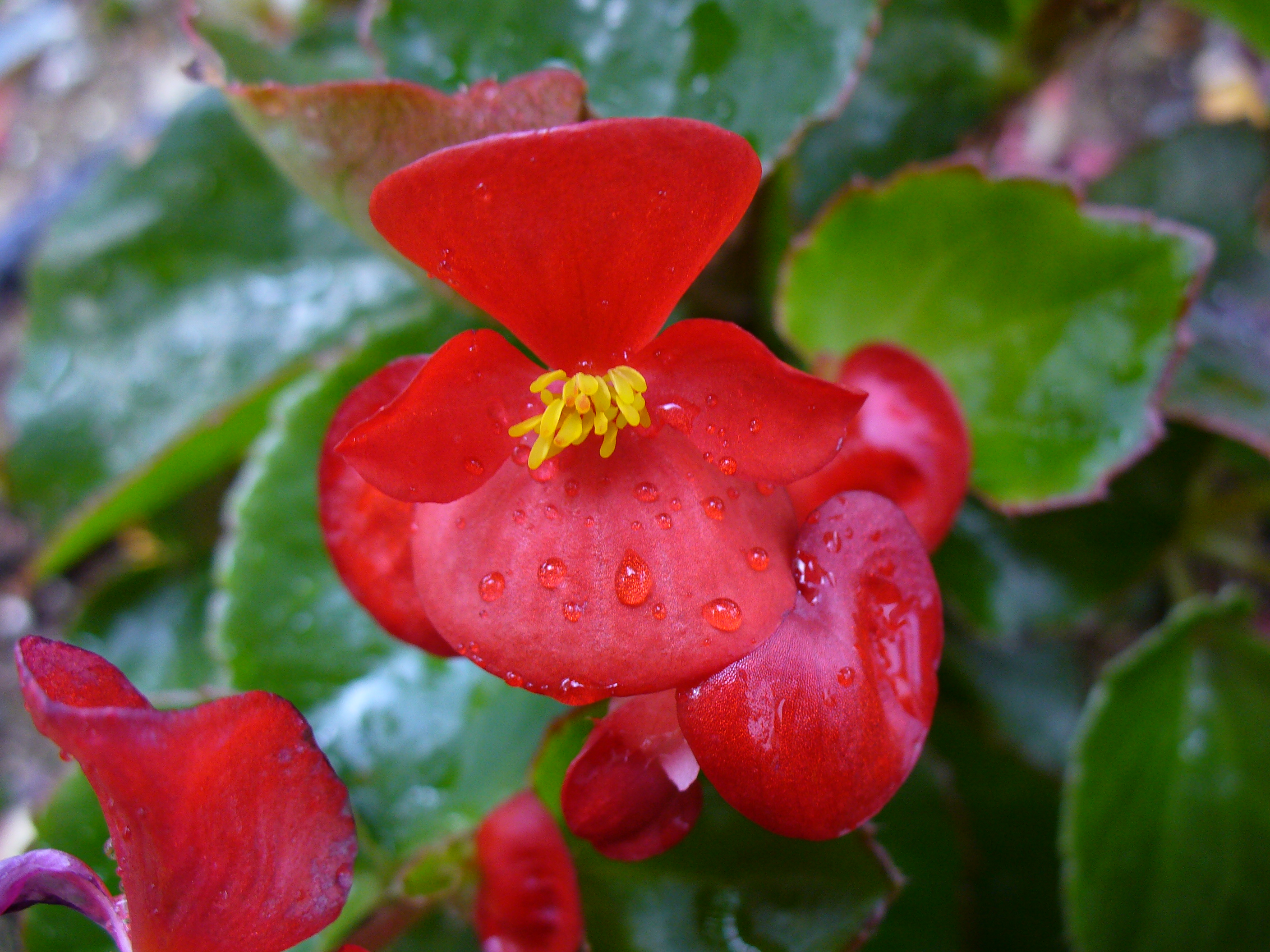

Представники роду ростуть в тропічних вологих лісах, в горах на висоті 3.000 — 4.000 м над рівнем моря, рідше — в сухих тропічних та субтропічних районах (крім Австралії). Найбільшу кількість бегоній нарахували в Латинській Америці, ареал яких на півночі сягає сучасної Мексики. В Азії бегонії знаходять на остові Шрі-Ланка, в Індії та східних Гімалаях, на Малайському архіпелазі. В Африці рослини розповсюджені більше в західній частині континенту, де більше вологи.
Серед бегоній багато декоративних рослин з гарними листками або рясними яскравими квітками.

### Вивчення
Назва пішла від прізвища Мішеля Бегона — колекціонера рослин, який жив у XVII столітті. Рід трав'янистих, чагарникових або напівчагарникових рослин, зустріти його можна майже по всьому світу. Виведено понад 1000 видів, які умовно можна класифікувати як квітучі, листяні, кущові і бульбові. Для європейської науки перші бегонії були віднайдені та описані ченцем та ботаніком з Франції на ім'я Шарль Плюм'є. Його патрон Мішель Бегон організував у 1687 р. експедицію на Антильські острови (Східна Америка) і залучив до складу екіпажу Шарля Плюм'є, що збирав нові рослини. Плюм'є зустрів шість видів бегоній, невідомих європейським ботанікам. У 1690 р. Плюм'є дав назву роду «бегонія» на честь свого патрона Мішеля Бегона, а також надрукував книгу «Опис рослин Америки з їх малюнками».

### Відкриття в 19 ст.
У 1856 р. в Ассамі, Індія, була знайдена рослина, що отримала назву Begonia rex Putz, або бегонія королівська, що мала сріблясто-коричневе листя.
У 1864 р. ботаніки знайшли нові види в горах Латинської Америки
- бегонію болівійську(Begonia boliviensis DC.) в Болівії
- бегонію Вейча (Begonia veitchii Hook. f.) у Перу в 1866 р.
- бегонію Пірса (Begonia pearcei Hook. f.) в тому ж районі і в тому ж році.

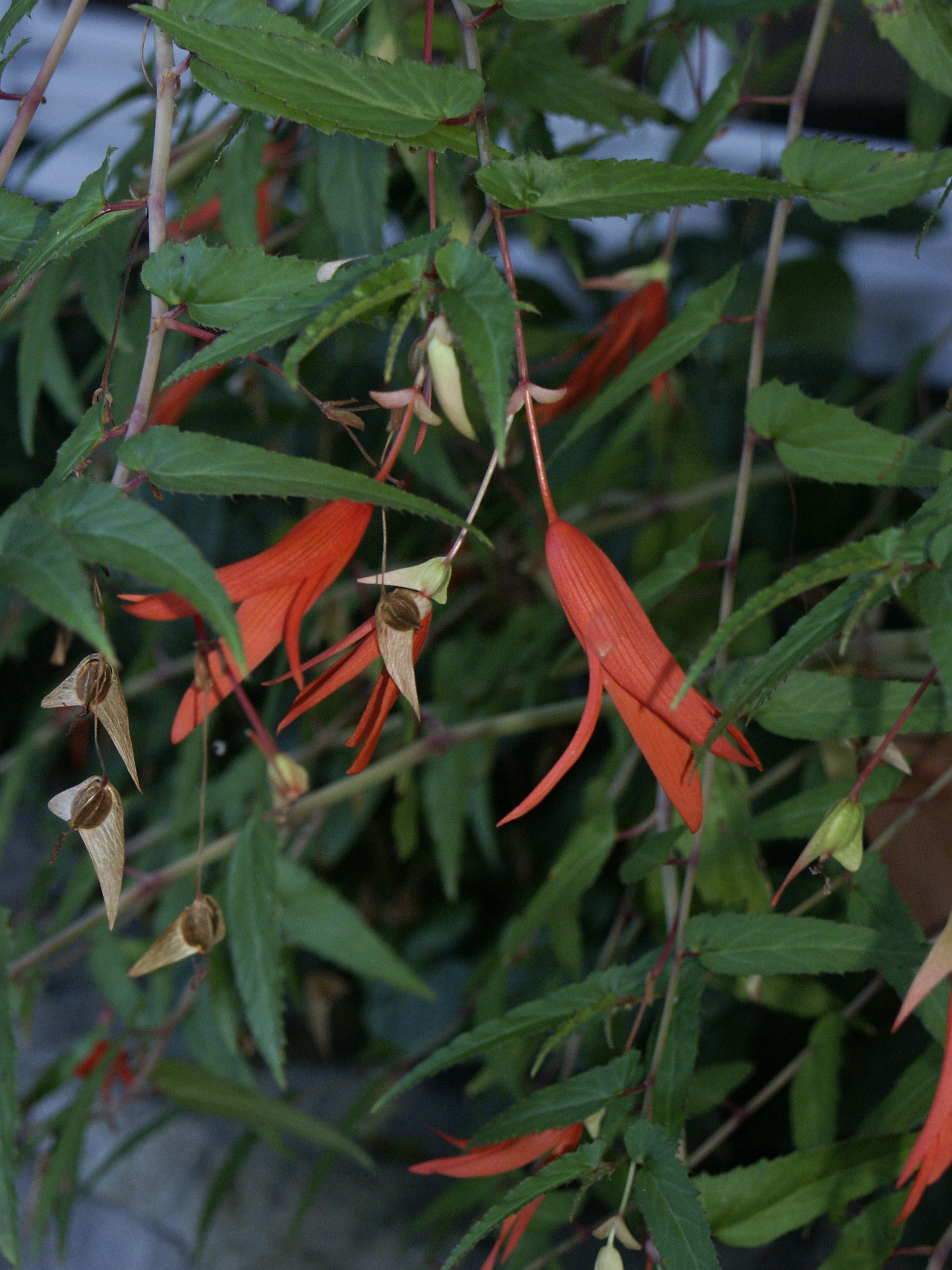
Бегонія болівійська
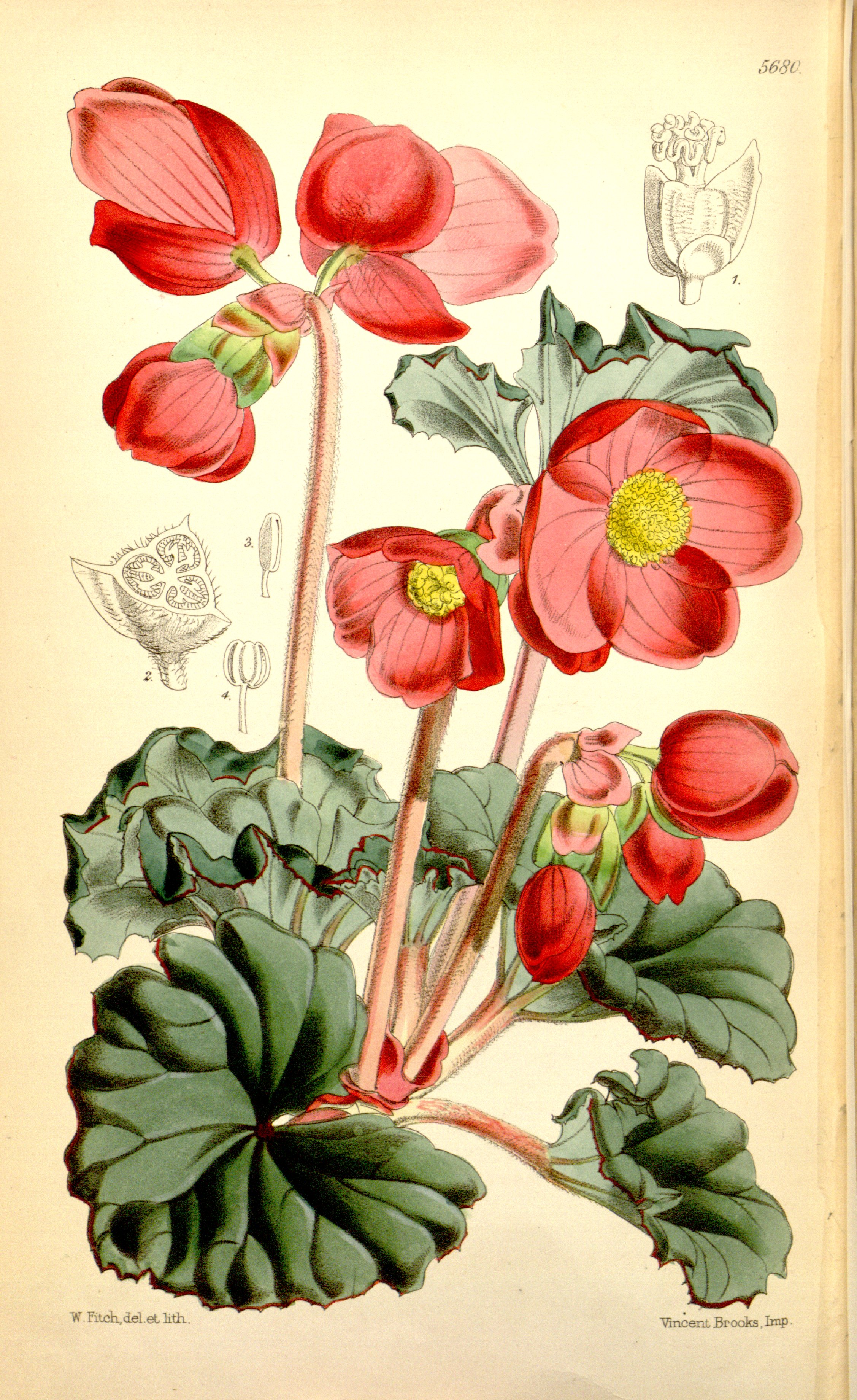
Бегонія Вейча
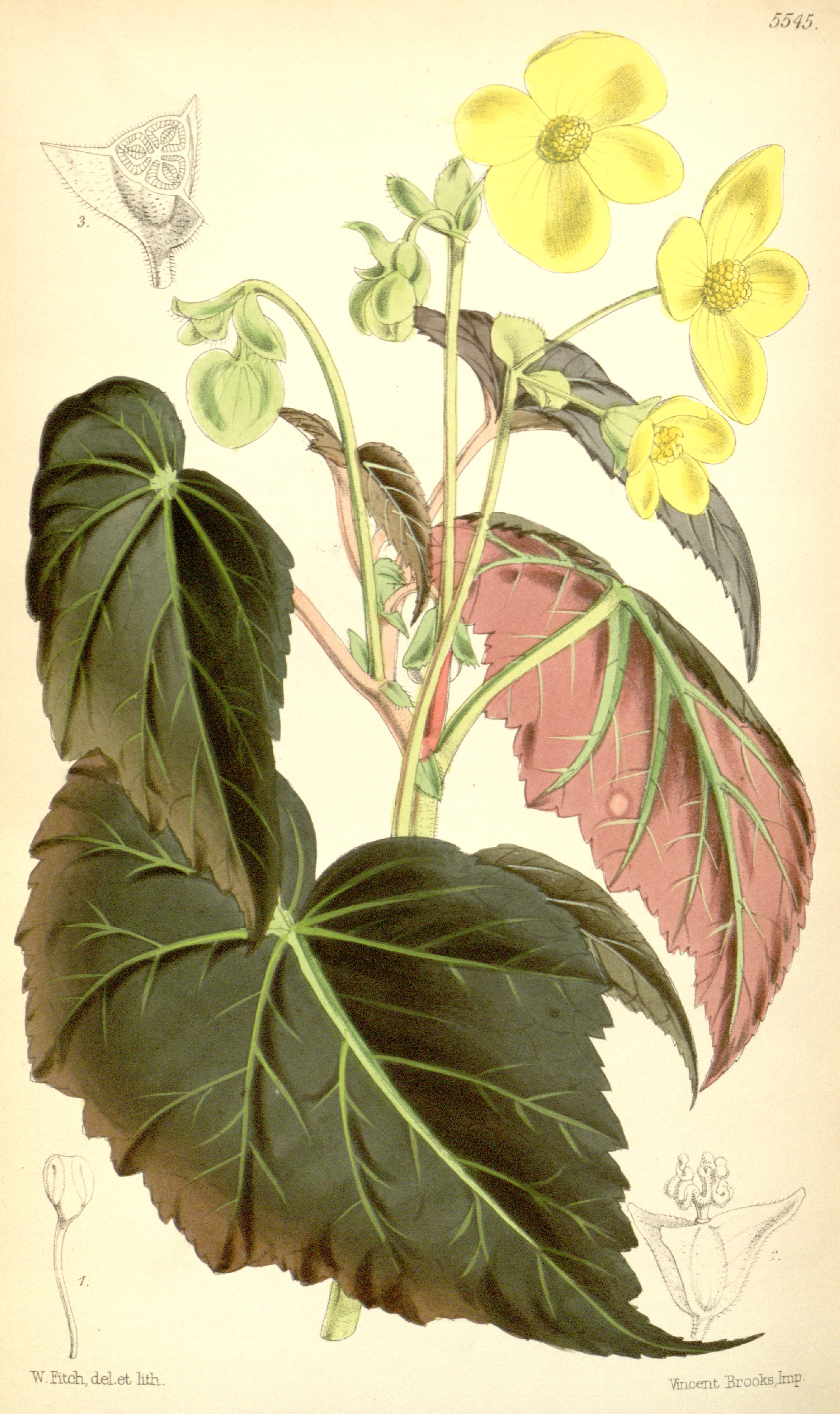
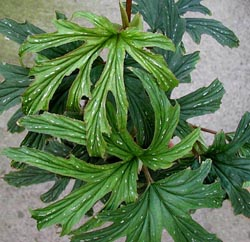

### Використання в садівництві

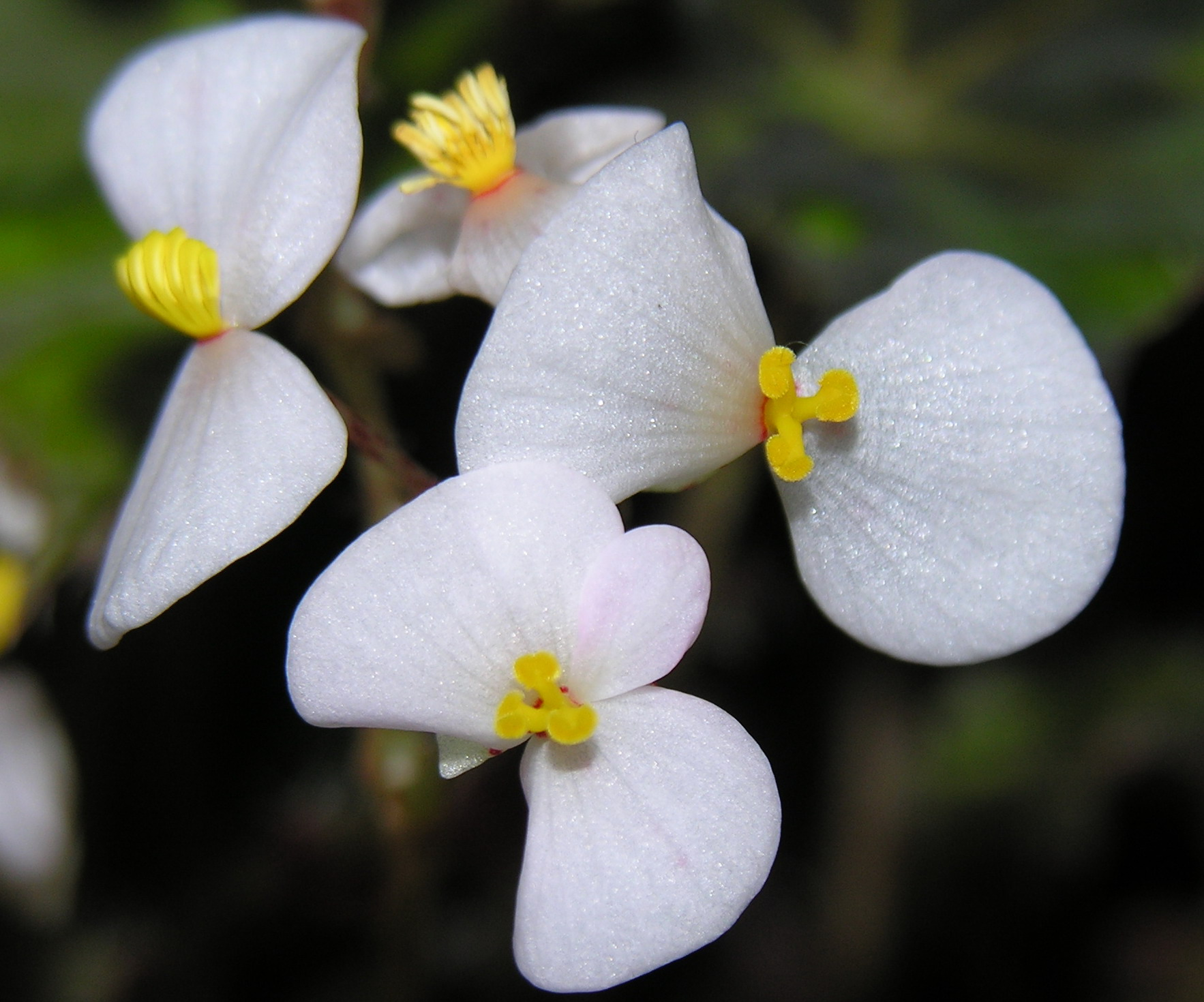

Рослини активно вивозили в Західну Європу, де вони стали матеріалом для селекції та гібридизації. Бегонії Америки дали можливість отримати гібриди великої кількості рослин з завеликими квітами. Серед гібридних форм уславилися зразки бегоній з Бельгії.
Вважають, що бегонії поглинають шкідливі речовини в інтер'єрі, тому вони бажані як в офісах, так і оселях, де щойно проведено ремонт. Бегонії використовують як у відкритому, так і закритому ґрунтах, в зимових садах, на балконах і лоджіях, на верандах та в двориках.

### Умови зберігання
Вони залежать від різновиду бегонії. Кущеві та трав'янисті перебувають в фазі спокою з жовтня до лютого. Поливи в цей час скорочують, видаляють посохле листя та неестетичні пагони.
Бегонії добре ростуть в напівтіні чи в тіні. Найбільш комфортна температура 13-22 градуси за Цельсієм, волога повітря не більше 60 %. При перебільшенні вологи та поливу бегонії загнивають.
Розмножування
У кімнатних умовах розмножують
стебловими черешками. Відрізки пагонів легко вкорінюються, навіть якщо
просто поставити їх у воду. Укорінені черешки висаджують у горщики, заповнені сумішшю листової землі, торфу й піску (1:1:2).
Крім цього, розмножуються розподілом бульб.

## Галерея

Танігамі Конан. Бегонія

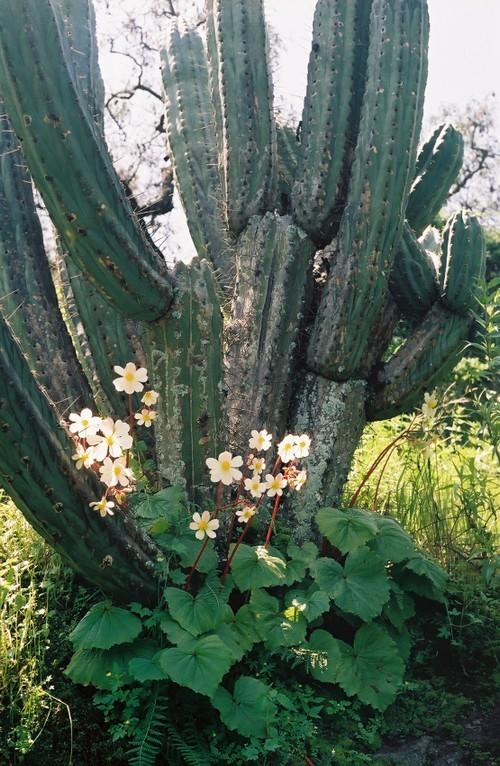

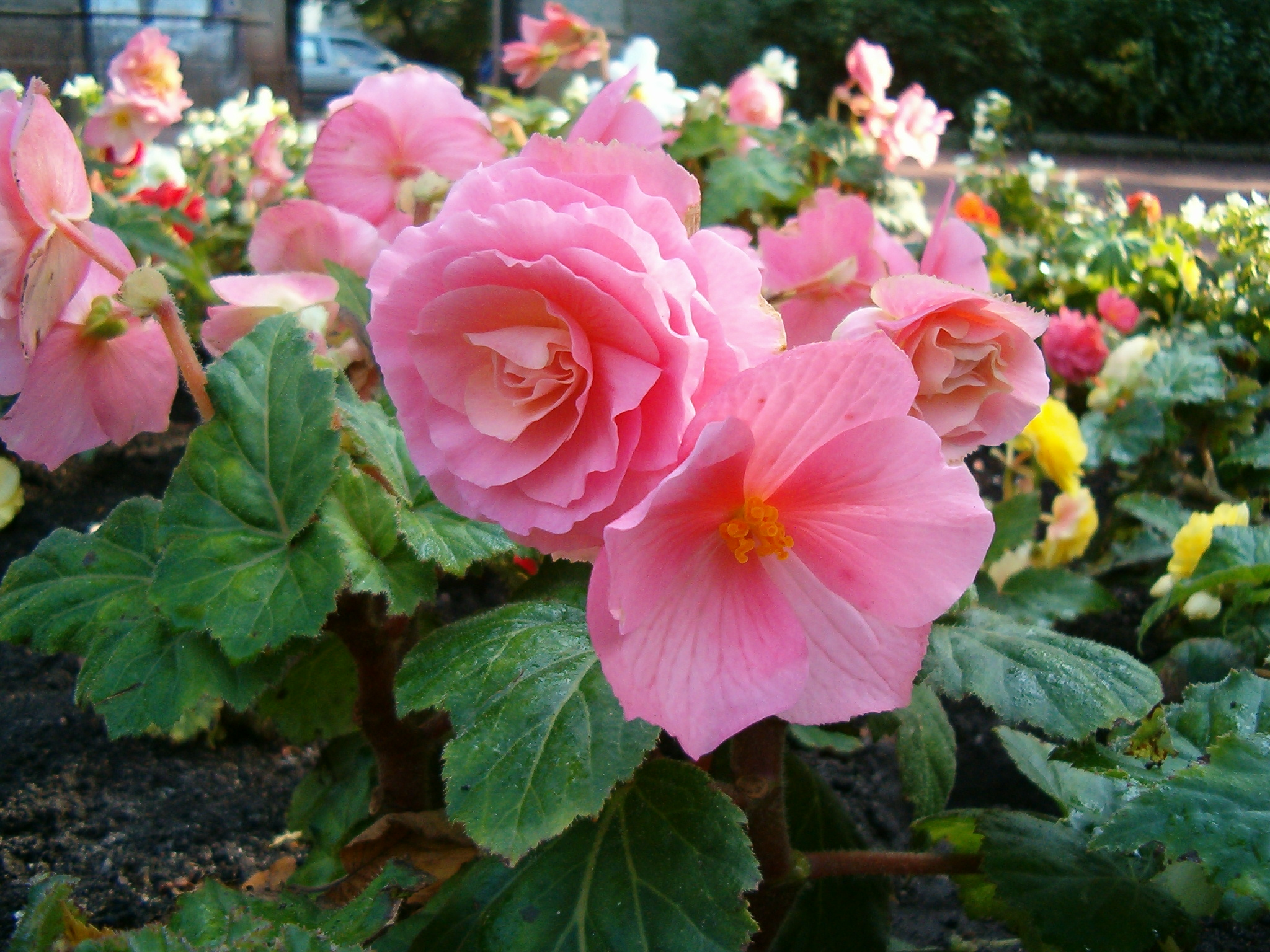
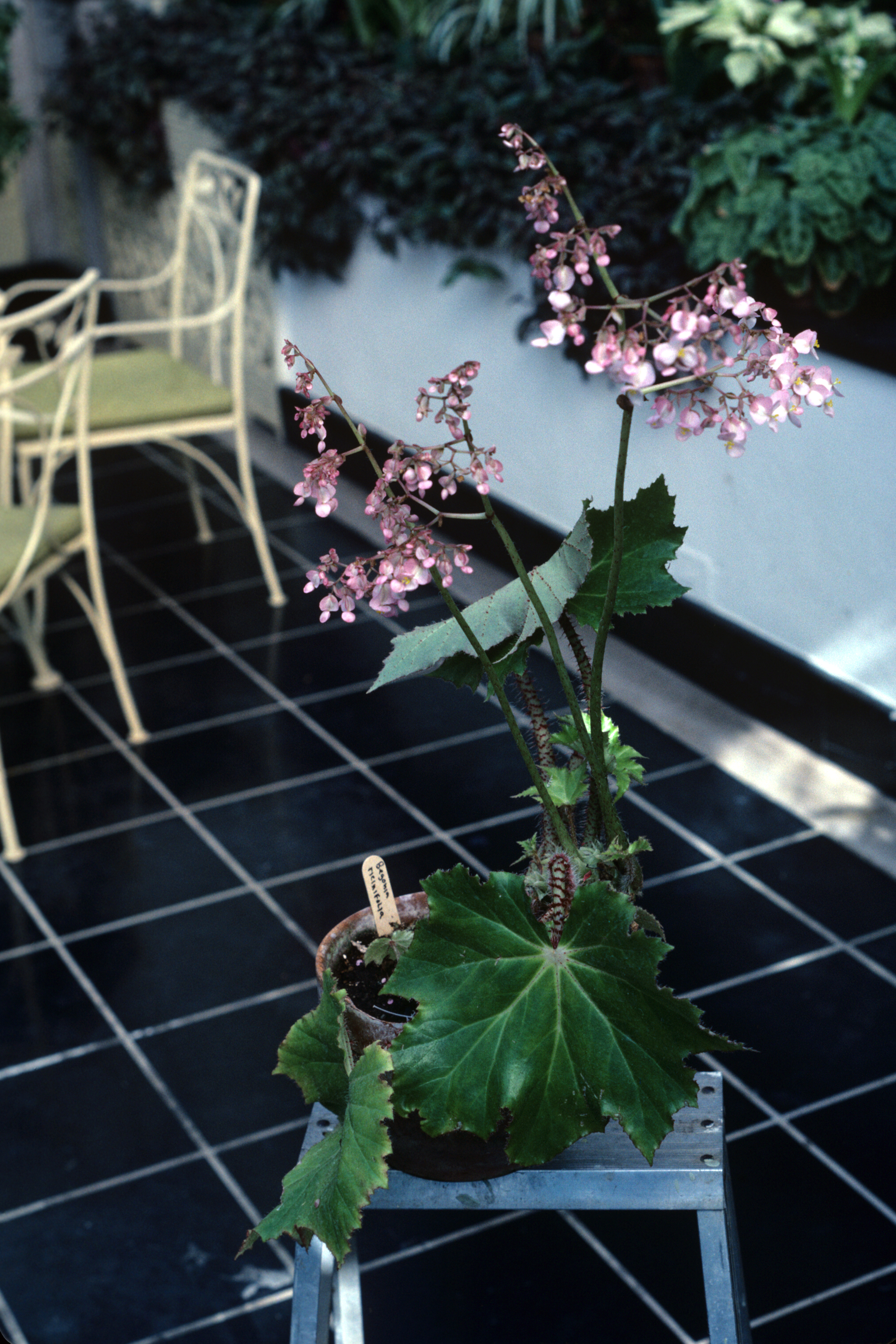
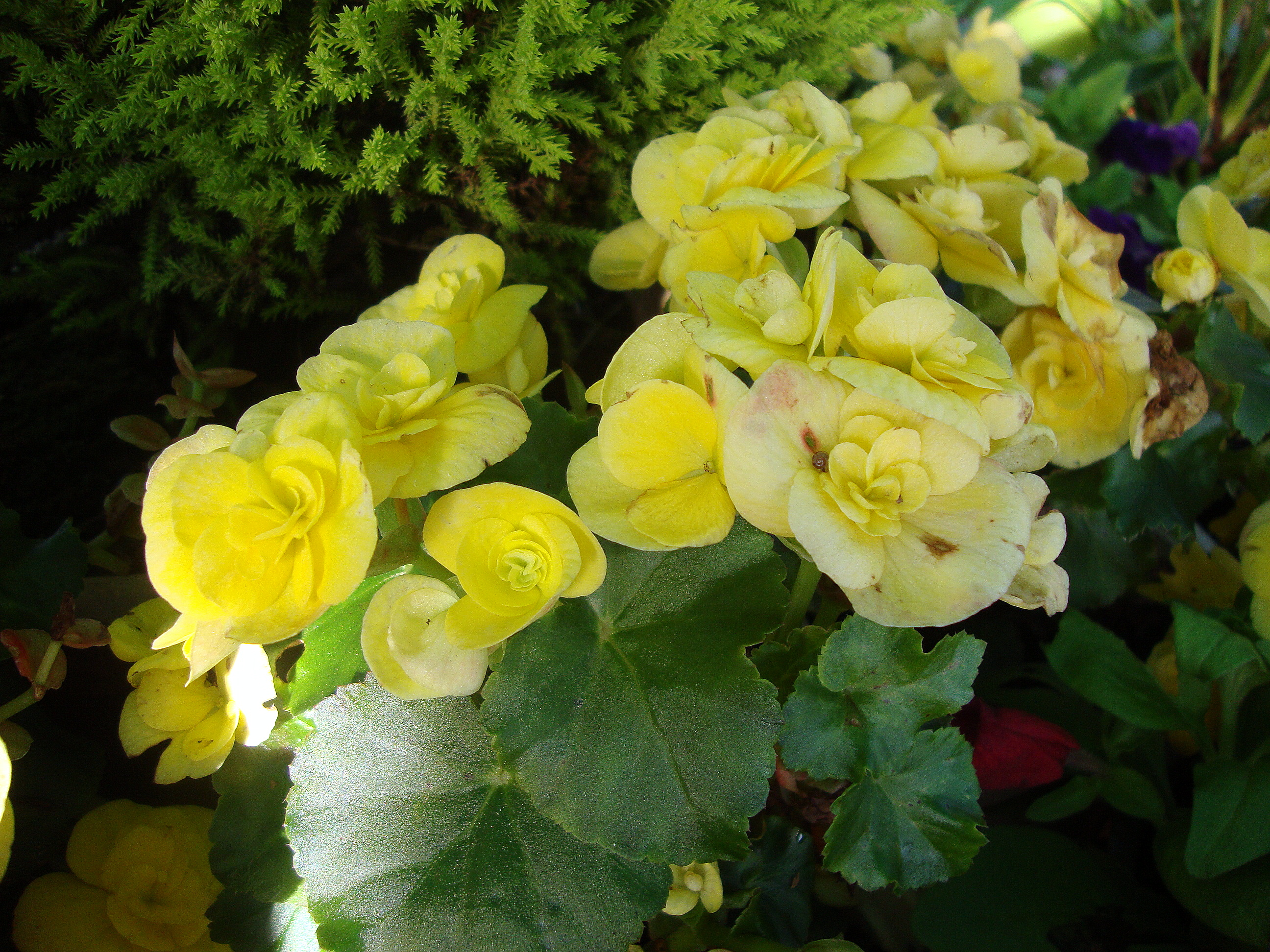
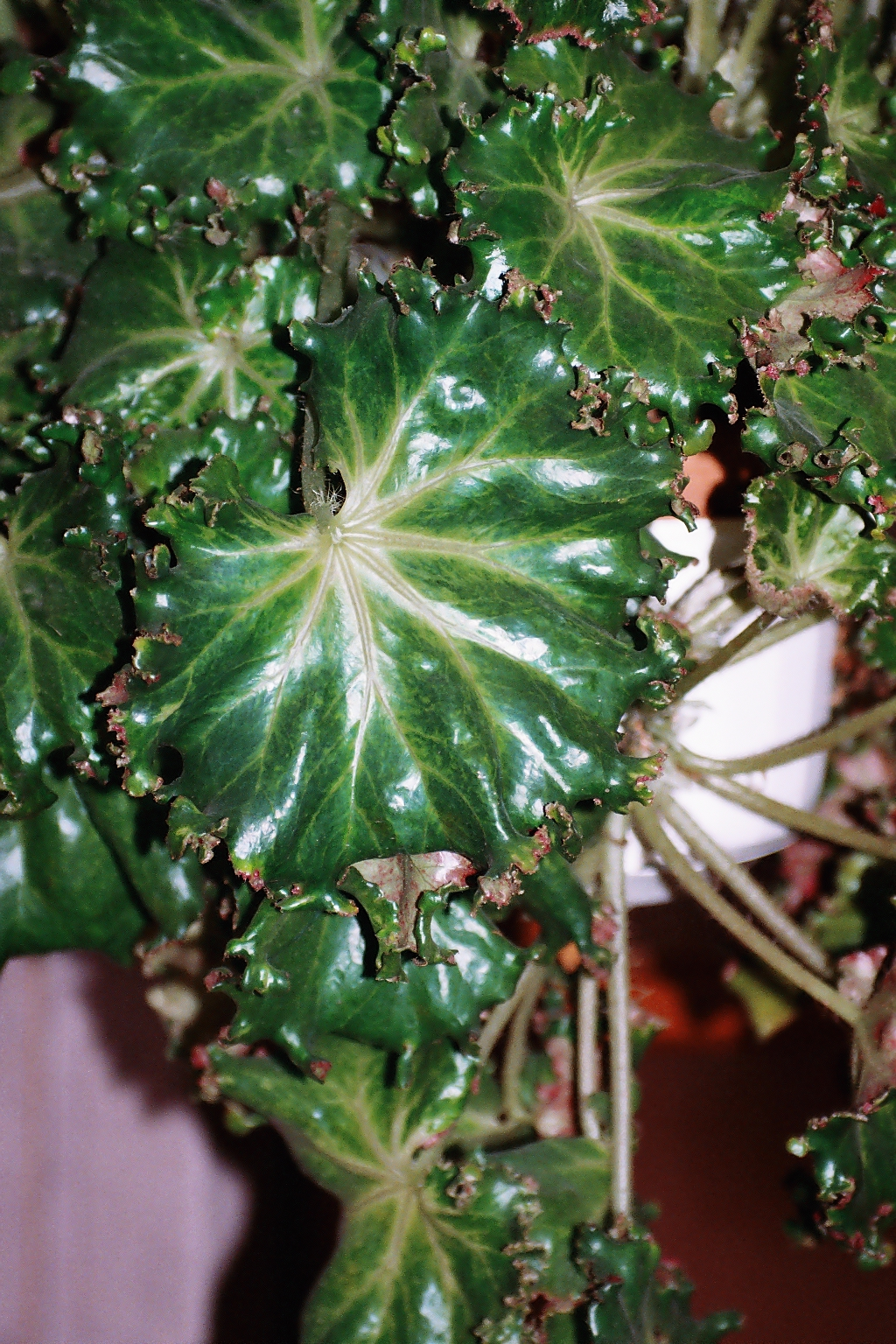
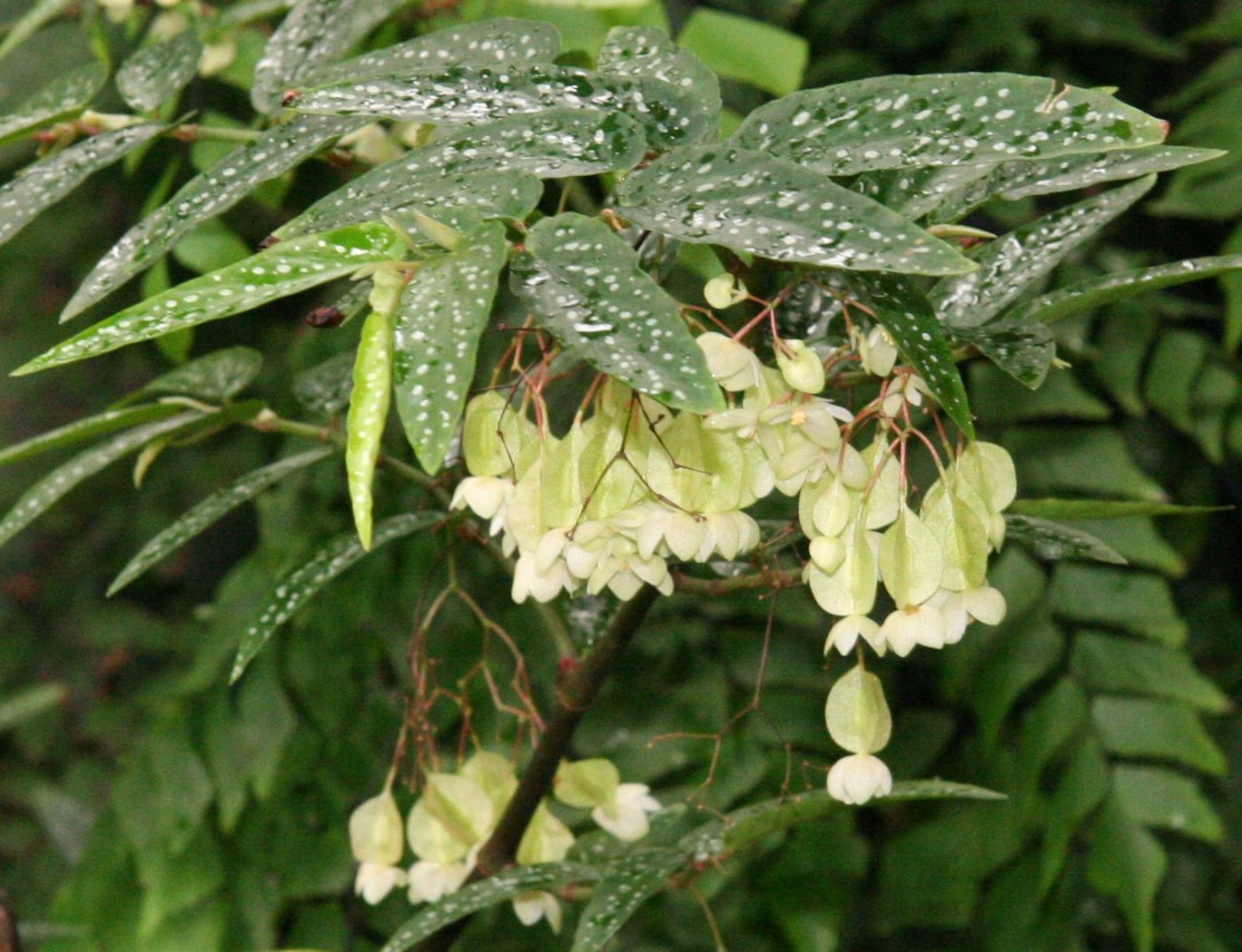
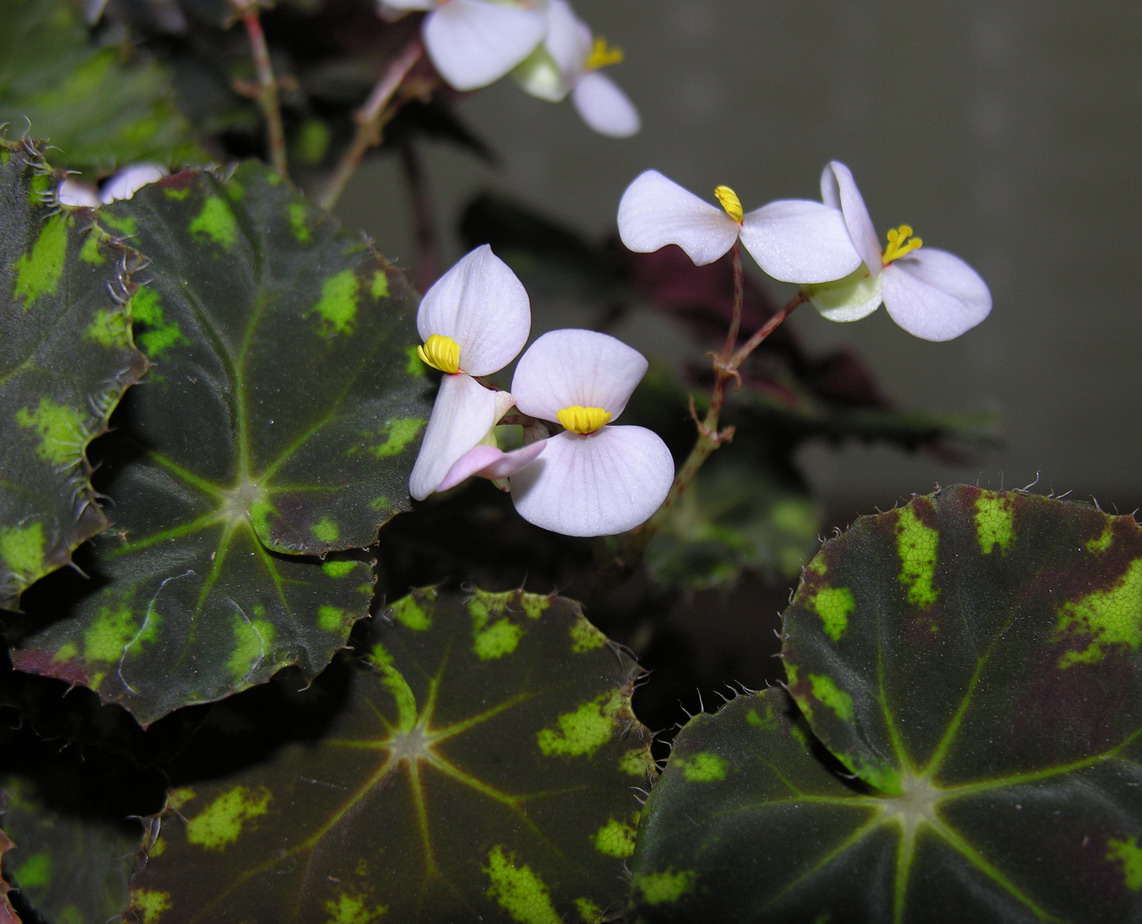
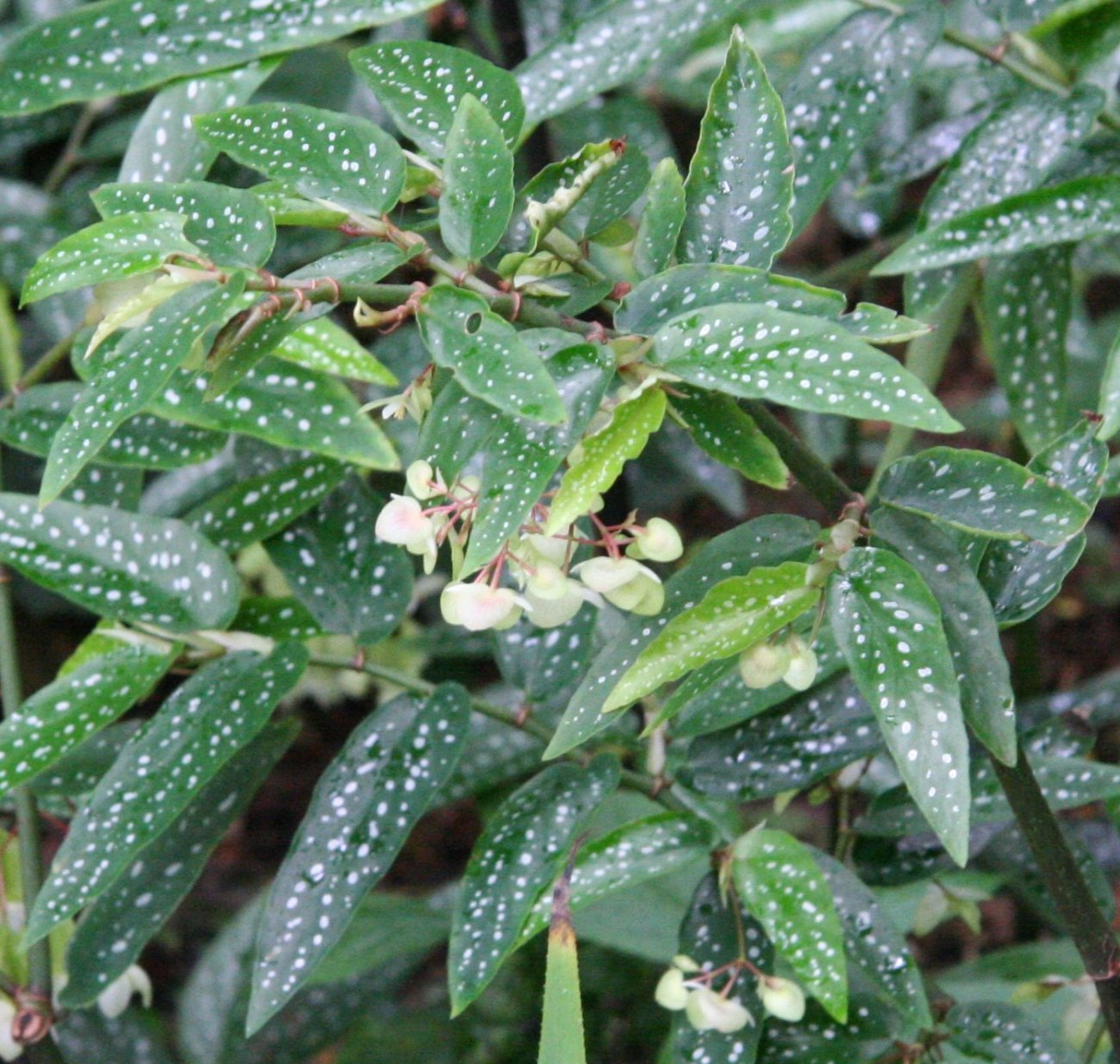
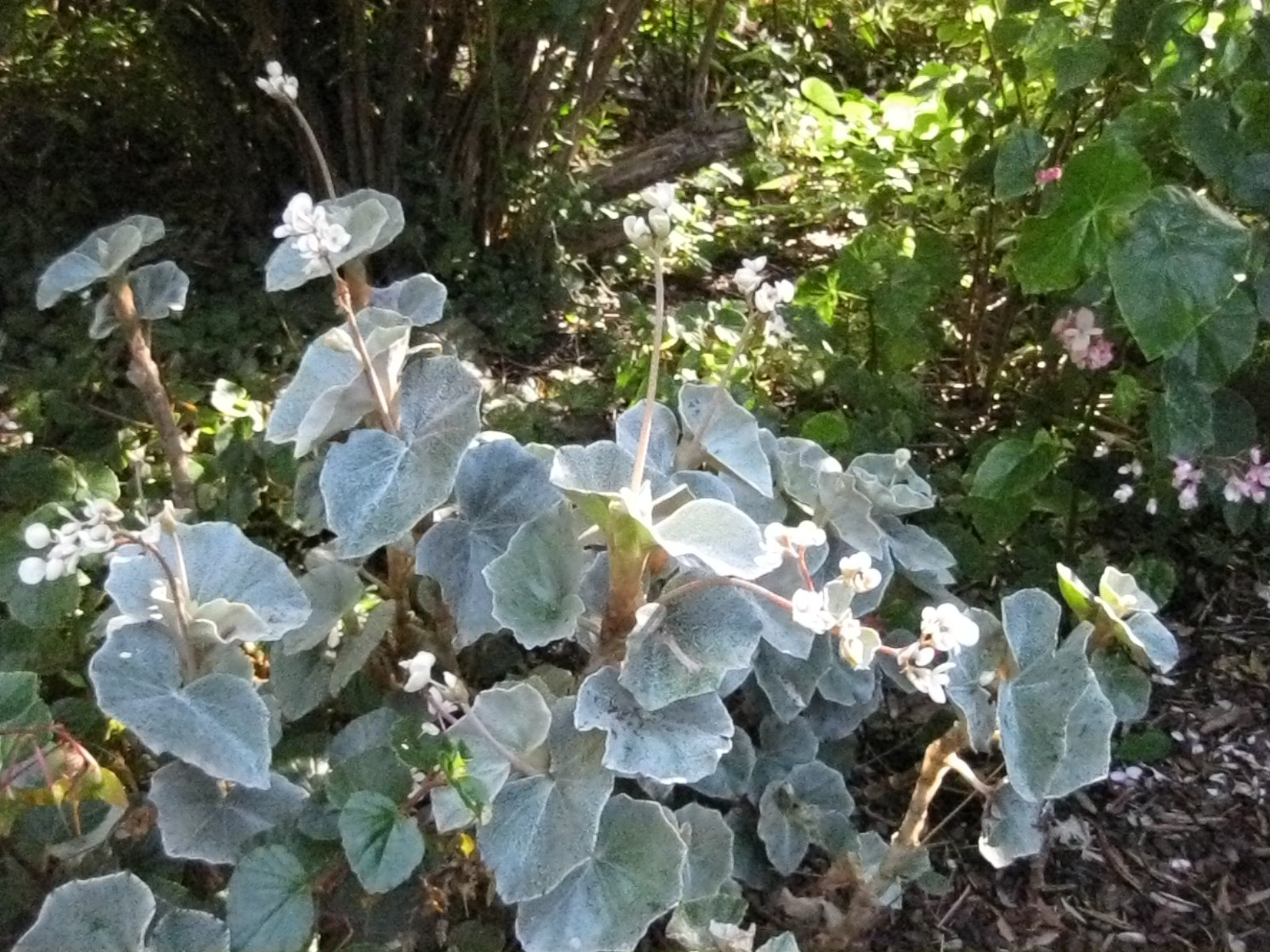
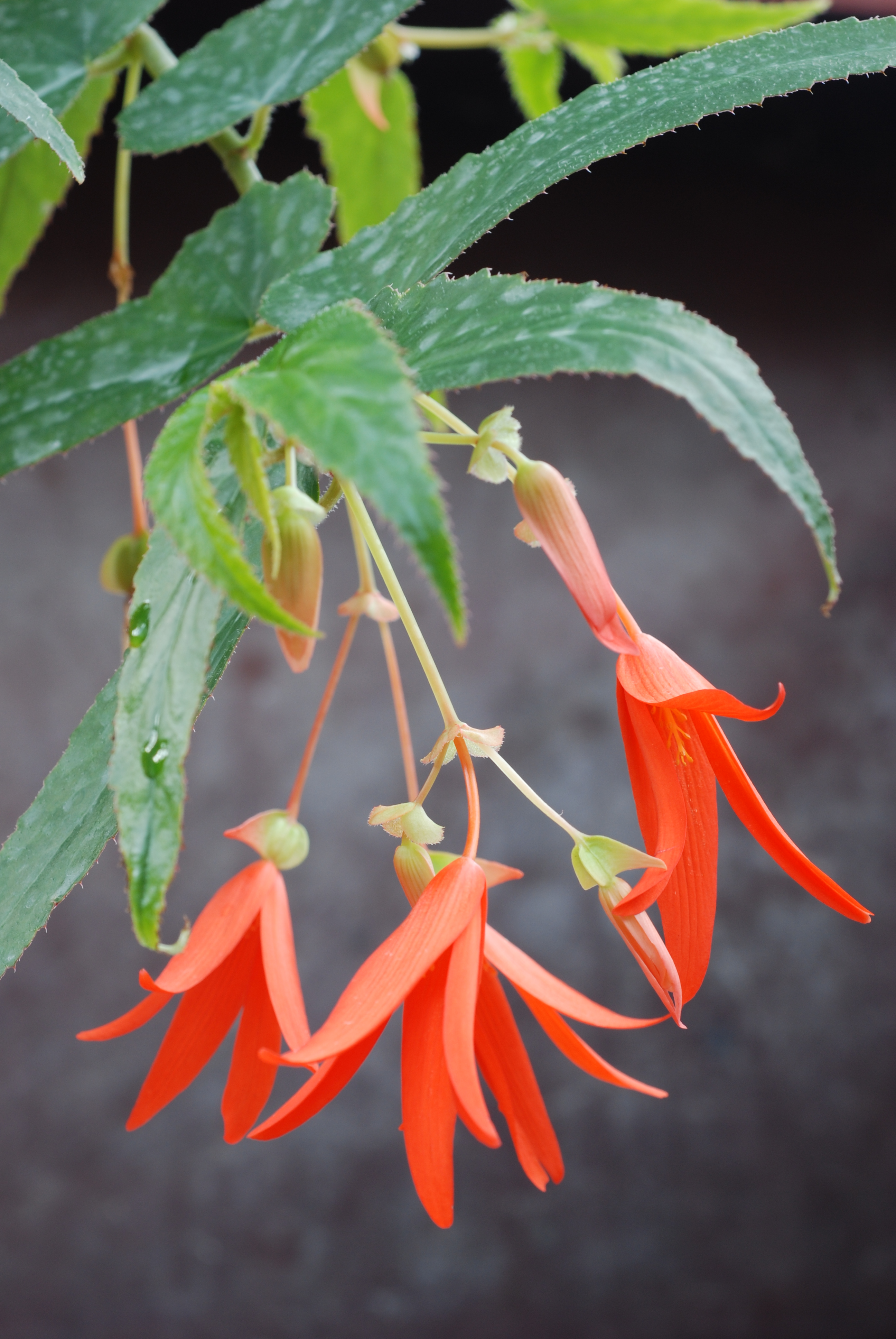
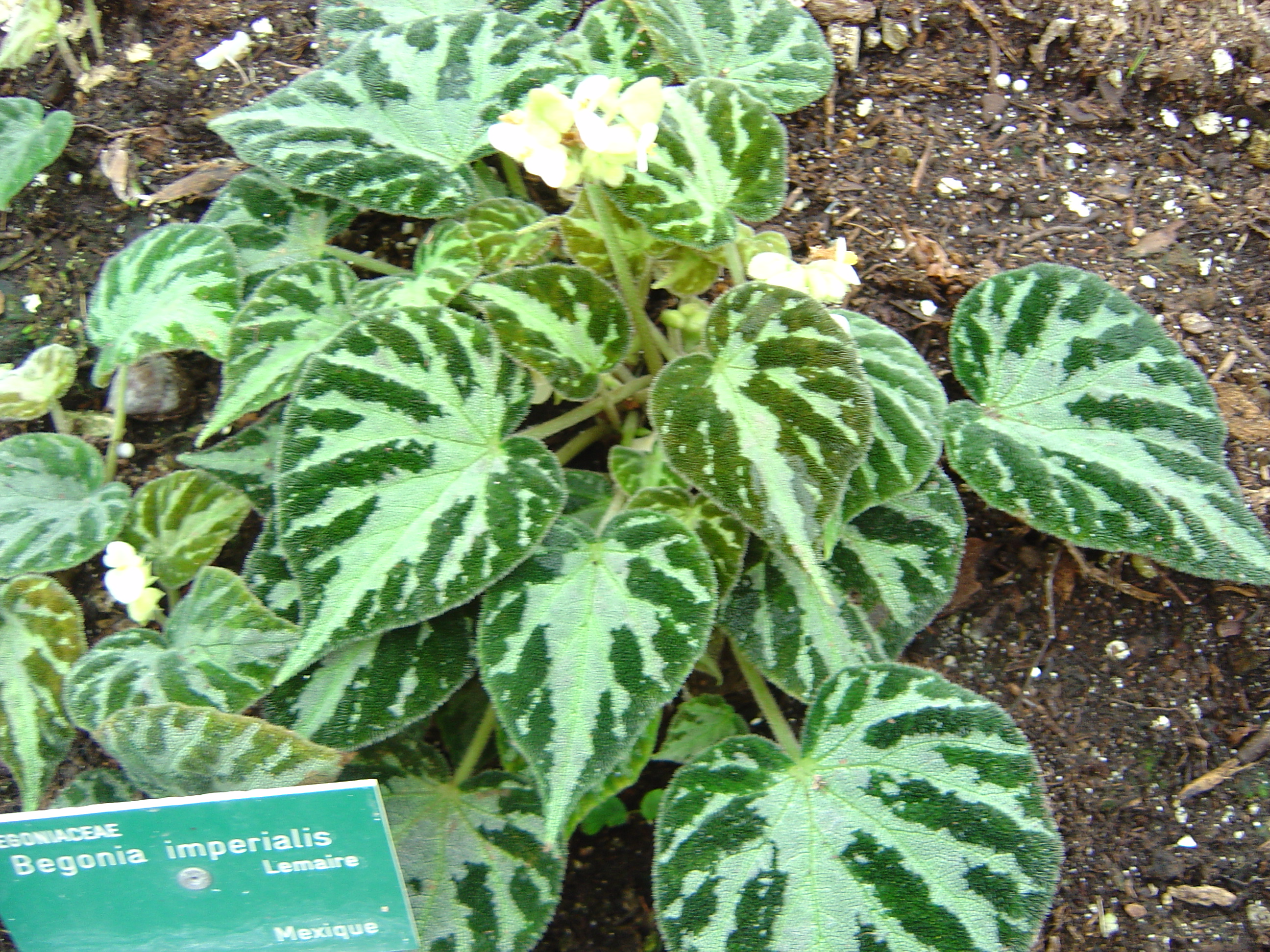
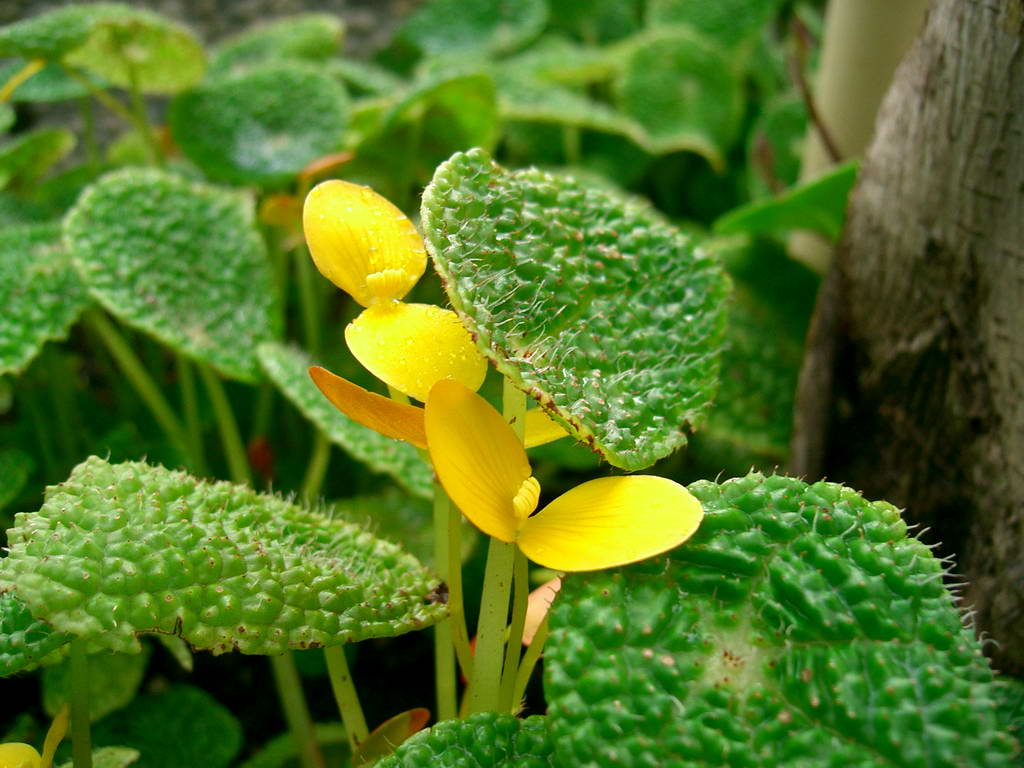

### Хвороби
- Кільцева плямистість
- Бактеріальна плямистість
- Борошниста роса та інші.